# Świętosław Milczący
Świętosław Milczący (właśc. Świętosław de Susseci Kartuz; ur. na początku XV wieku, zm. po 1493  w Krakowie) – mansjonarz przy kościele Mariackim w Krakowie oraz Sługa Boży Kościoła katolickiego.

## Życiorys
Jako miejsce jego pochodzenie często wymieniano Sławków, ze względu na pamięć o nim tam i liczne pamiątki kultu. Obecnie wśród typów wymienia się także Suszec koło Pszczyny lub Skočice w Czechach.
Na podstawie jego własnych zapisków można stwierdzić, że posiadał dobre wykształcenie zasadnicze. Oznacza to, że znał łacinę, umiał też pisać i czytać. Prawdopodobnie ukończył jakąś szkołę, mogła to być szkoła katedralna lub klasztorna. Studiów uniwersyteckich jednak najprawdopodobniej nie odbył, gdyż brak jego nazwiska w prowadzonym spisie studiujących w Akademii Krakowskiej.
Ceniony był za pracę duszpasterską, troskę o biednych i chorych oraz cnotę milczenia. Miał łaskę widzeń nadprzyrodzonych. Był organizatorem pierwszej w Krakowie Katolickiej Wypożyczalni Ksiąg.
W żywotach Świętosława podkreśla się jego szczególne nabożeństwo do Pana Jezusa Ukrzyżowanego oraz kult maryjny. Zachowanie milczenia i ubóstwo były przypuszczalnie także sposobem uczczenia Męki Pańskiej. Swą wyjątkową ascezą milczenia, a także działalnością bibliofilską, wywarł znaczny wpływ na życie religijne Krakowa, gdzie spędził znaczną część życia. Mieszkał prawdopodobnie na terenie parafii św. Anny, a od około 1480 w domu bogatego rajcy krakowskiego Piotra Salomona, gdzie przebywał aż do śmierci. Dzięki odnalezieniu własnoręcznych  zapisków Świętosława w inkunabule Schedlera LIBER CHRONICARUM datowanego na dzień 31.10.1493 date jego śmierci należy przesunąć w czasie.
Pochowany został w kościele Wniebowzięcia NMP w Krakowie.

## Kult
Parafianie Sławkowa otoczyli Świętosława szerokim kultem. Wielu Sławkowian nosi imię Świętosław, a parafianie posiadają jego obrazki z napisem Patron i Rodak Sławkowa.
Patronat
Jest również patronem spowiedników i spowiadających się.
W malarstwie
W kościele pw. Podwyższenia Krzyża Świętego w Sławkowie tłem obrazu umieszczonego nad ołtarzem św. Mikołaja jest ilustracja widzenia które miał bł. Świętosław.
W bazylice Bożego Ciała w Krakowie znajduje się obraz Łukasza Porębskiego, zwany „Felix saeculum Cracoviae” (Szczęśliwy wiek Krakowa), na którym znajduje się wizerunek św. Stanisława Kazimierczyka (który był inspiracją) pośród świątobliwych mężów: Świętosława Milczącego, św. Jana Kantego, św. Szymona z Lipnicy i bł. Michała Giedroycia.

## Proces beatyfikacyjny i kanonizacyjny
28 października 1997 roku na terenie diecezji krakowskiej, powołana została przez kardynała Franciszka Macharskiego komisja historyczna, w celu rozpoczęcia beatyfikacji Świętosława. Komisja rozpoczęła działalność 29 listopada tegoż roku. Prawie jednocześnie, bo 22 stycznia 1998 roku, kardynał otworzył proces kanonizacyjny Świętosława w Kurii Metropolitalnej w Krakowie. Z powodu braku dokumentów oraz trudności w udowodnieniu nieprzerwalności kultu zaniechano procesu beatyfikacyjnego.